# Kościół św. Jadwigi Śląskiej w Rogoźniku
Kościół św. Jadwigi Śląskiej w Rogoźniku – zbudowany w latach 1984–1993 w stylu nowoczesnym, konsekrowany 6 czerwca 1993 przez biskupa sosnowieckiego Adama Śmigielskiego. Mieści się przy ulicy Tadeusza Kościuszki.
Obiekt pełnił rolę głównego kościoła parafialnego Rogoźnika. Proboszczem parafii jest ks. Włodzimierz Torbus, natomiast urząd wikariusza sprawuje ks. Zygmunt Matlingiewicz.